# Lista de personagens de Daredevil

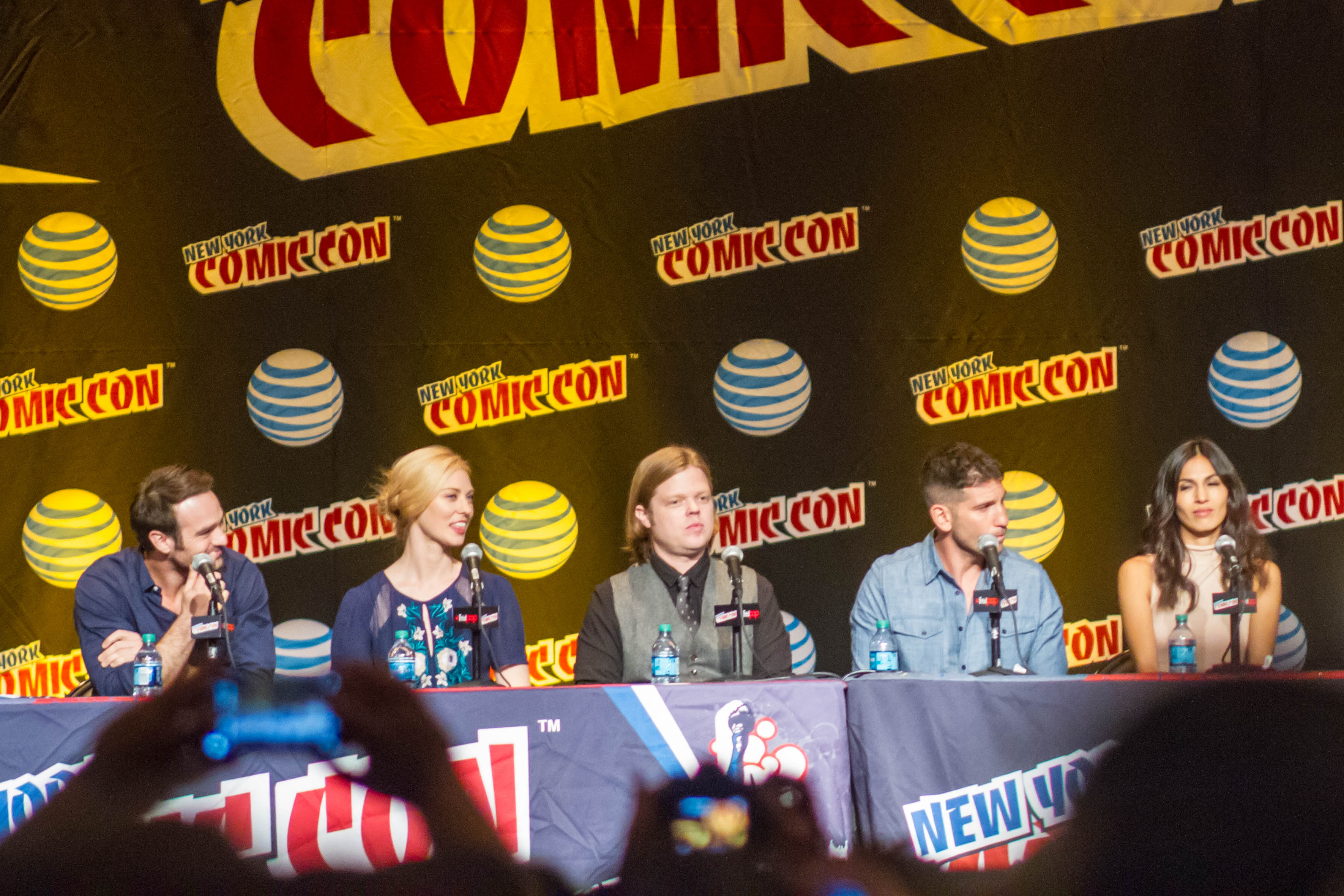
Membros do elenco principal (esquerda para a direita) Charlie Cox, Deborah Ann Woll, Elden Henson, John Bernthal e Elodie Yung na New York Comic Con 2015.

A seguir se apresenta a lista de personagens de Daredevil, uma série de televisão estadunidense criada por Drew Goddard para a Netflix, baseada no personagem homônimo, da Marvel Comics. É situada no Universo Cinematográfico Marvel, compartilhando continuidade com os filmes da franquia, e é a primeira de quatro séries que levaram à minissérie crossover The Defenders. A série é estrelada por Charlie Cox como Matt Murdock / Demolidor, com Deborah Ann Woll, Elden Henson, Rosario Dawson e Vincent D'Onofrio também estrelando. Toby Leonard Moore, Vondie Curtis-Hall, Bob Gunton e Ayelet Zurer também estrelam na primeira temporada, enquanto Jon Bernthal, Élodie Yung e Stephen Rider se juntaram ao elenco na segunda temporada e Wilson Bethel e Jay Ali se juntaram na terceira temporada. Além dos personagens originais, vários outros personagens baseados em várias propriedades da Marvel também aparecem ao longo da série.

## Resumo
Chave:
     = Não aparece / ainda não confirmado para aparecer
| Personagem                           | Interpretado(a) por    | Aparições               | Aparições              | Aparições              | Aparições              |
| Personagem                           | Interpretado(a) por    | Primeira aparição       | 1.ª temporada          | 2.ª temporada          | 3.ª temporada          |
| Personagens principais               | Personagens principais | Personagens principais  | Personagens principais | Personagens principais | Personagens principais |
| ------------------------------------ | ---------------------- | ----------------------- | ---------------------- | ---------------------- | ---------------------- |
| Matt Murdock Demolidor               | Charlie Cox            | "Into the Ring"         | Principal              | Principal              | Principal              |
| Karen Page                           | Deborah Ann Woll       | "Into the Ring"         | Principal              | Principal              | Principal              |
| Foggy Nelson                         | Elden Henson           | "Into the Ring"         | Principal              | Principal              | Principal              |
| Wilson Fisk Rei do Crime             | Vincent D'Onofrio      | "Into the Ring"         | Principal              | Principal              | Principal              |
| James Wesley                         | Toby Leonard Moore     | "Into the Ring"         | Principal              | Does not appear        | Does not appear        |
| Leland Owlsley                       | Bob Gunton             | "Into the Ring"         | Principal              | Does not appear        | Does not appear        |
| Ben Urich                            | Vondie Curtis-Hall     | "Rabbit in a Snowstorm" | Principal              | Does not appear        | Does not appear        |
| Vanessa Marianna                     | Ayelet Zurer           | "Rabbit in a Snowstorm" | Principal              | Does not appear        | Does not appear        |
| Claire Temple                        | Rosario Dawson         | "Cut Man"               | Principal              | Principal              | Does not appear        |
| Frank Castle Justiceiro              | Jon Bernthal           | "Bang"                  | Does not appear        | Principal              | Does not appear        |
| Elektra Natchios                     | Élodie Yung            | "Penny and Dime"        | Does not appear        | Principal              | Does not appear        |
| Blake Tower                          | Stephen Rider          | "Dogs to a Gunfight"    | Does not appear        | Principal              | Does not appear        |
| Benjamin "Dex" Poindexter Mercenário | Wilson Bethel          | "Please"                | Does not appear        | Does not appear        | Principal              |
| Ray Nadeem                           | Jay Ali                | "Resurrection"          | Does not appear        | Does not appear        | Principal              |
| Personagens recorrentes              |                        |                         |                        |                        |                        |
| Lantom                               | Peter McRobbie         | "Into the Ring"         | Recorrente             | Convidado              | Does not appear        |
| Turk Barrett                         | Rob Morgan             | "Into the Ring"         | Recorrente             | Convidado              | Does not appear        |
| Brett Mahoney                        | Royce Johnson          | "Into the Ring"         | Recorrente             | Recorrente             | Does not appear        |
| Carl Hoffman                         | Daryl Edwards          | "Into the Ring"         | Recorrente             | Does not appear        | Does not appear        |
| Christian Blake                      | Chris Tardio           | "Into the Ring"         | Recorrente             | Does not appear        | Does not appear        |
| Gao                                  | Wai Ching Ho           | "Into the Ring"         | Recorrente             | Convidada              | Does not appear        |
| Nobu Yoshioka                        | Peter Shinkoda         | "Into the Ring"         | Recorrente             | Recorrente             | Does not appear        |
| Vladimir Ranskahov                   | Nikolai Nikolaeff      | "Into the Ring"         | Recorrente             | Does not appear        | Does not appear        |
| Josie                                | Susan Varon            | "Cut Man"               | Recorrente             | Recorrente             | Does not appear        |
| Doris Urich                          | Adriane Lenox          | "Rabbit in a Snowstorm" | Recorrente             | Does not appear        | Does not appear        |
| Mitchell Ellison                     | Geoffrey Cantor        | "Rabbit in a Snowstorm" | Recorrente             | Recorrente             | Does not appear        |
| Shirley Benson                       | Suzanne H. Smart       | "Rabbit in a Snowstorm" | Convidada              | Convidada              | Does not appear        |
| Elena Cardenas                       | Judith Delgado         | "World on Fire"         | Recorrente             | Does not appear        | Does not appear        |
| Marci Stahl                          | Amy Rutberg            | "World on Fire"         | Recorrente             | Convidada              | Recorrente             |
| Stick                                | Scott Glenn            | "Stick"                 | Recorrente             | Convidado              | Does not appear        |
| Francis                              | Tom Walker             | "Shadows in the Glass"  | Recorrente             | Does not appear        | Does not appear        |
| Melvin Potter                        | Matt Gerald            | "Shadows in the Glass"  | Convidado              | Convidado              | Convidado              |
| Samantha Reyes                       | Michelle Hurd          | "Dogs to a Gunfight"    | Does not appear        | Recorrente             | Does not appear        |
| Louisa Delgado                       | Marilyn Torres         | "New York's Finest"     | Does not appear        | Recorrente             | Does not appear        |
| Hirochi                              | Ron Nakahara           | "Kinbaku"               | Does not appear        | Recorrente             | Does not appear        |
| Stan Gibson                          | John Pirkis            | "Kinbaku"               | Does not appear        | Recorrente             | Does not appear        |